# Região Geográfica Imediata de Januária
A Região Geográfica Imediata de Januária é uma das 70 regiões imediatas do estado brasileiro de Minas Gerais, uma das sete regiões imediatas que compõem a Região Geográfica Intermediária de Montes Claros. Criada em 2017 pelo Instituto Brasileiro de Geografia e Estatística (IBGE), é composta por oito municípios, sendo o município de Januária o mais populoso com uma população estimada de 67 958 habitantes.

## Municípios
| Município               | População (est. 2021) | Área          | Fonte |
| ----------------------- | --------------------- | ------------- | ----- |
| Bonito de Minas         | 11 502                | 3 936,455 km² | [ 3 ] |
| Cônego Marinho          | 7 730                 | 1 610,470 km² | [ 4 ] |
| Itacarambi              | 18 175                | 1 225,273 km² | [ 5 ] |
| Januária                | 67 958                | 6 661,588 km² | [ 2 ] |
| Juvenília               | 5 706                 | 1 064,692 km² | [ 6 ] |
| Montalvânia             | 14 621                | 1 503,755 km² | [ 7 ] |
| Pedras de Maria da Cruz | 12 313                | 1 525,648 km² | [ 8 ] |
| São João das Missões    | 13 232                | 678,274 km²   | [ 9 ] |